# Hidrogén-asztatid
A hidrogén-asztatid, más néven asztácium-hidrid szervetlen vegyület, képlete HAt.
Kémiai tulajdonságai nagyon hasonlítanak a többi hidrogén-halogenidére. A HAt a legerősebb sav köztük, használatát azonban korlátozza, hogy könnyen elemeire bomlik, és hogy az asztácium izotópjainak rövid a felezési ideje. Mivel a hidrogén és az asztácium elektronegativitása körülbelül egyenlő, és At+ iont is észleltek már, disszociációjakor könnyen előfordulhat, hogy a negatív töltés a hidrogénen lesz. A hidrogén-asztatiddal így az alábbi reakció mehet végbe:
2 HAt → H+ + At− + H− + At+ → H2 + At2
A reakció terméke hidrogéngáz és a csapadékként kiváló elemi asztácium. A hidrogén-halogenidek képződési entalpiája csökken, ahogy a halogén rendszáma nő. Míg a hidrogén-jodid oldata stabil, a HAt oldat egyértelműen kevésbé stabil, mint a víz–hidrogén–asztácium rendszer, ráadásul az asztácium okozta radiolízis is felbonthatja a H−At kötést.
Az asztáciumnak nincs stabil izotópja, a legstabilabb asztácium-210 izotóp felezési ideje is csak 8,1 óra, ami rendkívül megnehezíti a vele való munkát, hiszen gyorsan más elemekké alakul át.

## Előállítása
A hidrogén-asztatid előállítható az asztácium szénhidrogénekkel (például etánnal) való reakciójával:
C2H6 + At2 → C2H5At + HAt

## Fordítás
Ez a szócikk részben vagy egészben  a   Hydrogen astatide című angol Wikipédia-szócikk ezen változatának fordításán alapul.  Az eredeti cikk szerkesztőit annak laptörténete sorolja fel. Ez a jelzés csupán a megfogalmazás eredetét és a szerzői jogokat jelzi, nem szolgál a cikkben szereplő információk forrásmegjelöléseként.